# Тухоме (гмина)
Тухоме (пол. Tuchomie) — сельская гмина (волость) в Польше, входит как административная единица в Бытувский повет, Поморское воеводство. Население — 3896 человек (на 2004 год).

## Демография
| Перепись                       | Всего   | Всего | Женщины | Женщины | Мужчины | Мужчины |
| ------------------------------ | ------- | ----- | ------- | ------- | ------- | ------- |
| Единицы                        | человек | %     | человек | %       | человек | %       |
| Население                      | 3896    | 100   | 1895    | 48,6    | 2001    | 51,4    |
| Плотность населения (чел./км²) | 36,6    | 36,6  | 17,8    | 17,8    | 18,8    | 18,8    |

## Соседние гмины
1. Гмина Божитухом
2. Гмина Бытув
3. Гмина Колчигловы
4. Гмина Липница
5. Гмина Мястко